# Новинка (Сморгонский район)
Нови́нка (бел. Наві́нка, пол. Nowinka) — деревня в Сморгонском районе Гродненской области Белоруссии.
Входит в состав Коренёвского сельсовета.
Расположена в центральной части района. Расстояние до районного центра Сморгонь по автодороге — около 13,5 км, до центра сельсовета деревни Корени по прямой — чуть менее 14 км. Ближайшие населённые пункты — Глинно, Кулаково, Понара. Площадь занимаемой территории составляет 0,0260 км², протяжённость границ 1020 м.
Согласно переписи население деревни в 1999 году насчитывало 2 жителя.
До 2008 года Новинка входила в состав Белковщинского сельсовета.
Через деревню проходят местные автомобильные дороги:
- Н6134 Голешонки — Понара
- Н7988 Татарщина — Понара — Новинка